# Tjasmyn
Der Tjasmyn (ukrainisch Тясмин, russisch Тя́смин/ Tjasmin) ist ein rechter Nebenfluss des Dnepr mit einer Länge von 161 km und einem Einzugsgebiet von 4540 km² (nach anderen Quellen 4570 km²).

## Flusslauf
Der Tjasmyn entspringt im Norden des zentralen Teils des Dneprhochlands in der zentralukrainischen Oblast Kirowohrad. Von dort aus fließt er durch die Oblast Tscherkassy, wo er schließlich in den zum Krementschuker Stausee angestauten Dnepr mündet. Der Fluss bildet in seinem Mittellauf ein Flussknie, in welchem er seinen Verlauf um 180° verändert. Hierdurch liegen Quelle und Mündung nur 33 km voneinander entfernt. Die Breite des Flusstales schwankt zwischen einem und vier Kilometer, während der Fluss eine Breite von bis zu 20 m erreicht. Das Abflussregime ist nival.
Im Unterlauf befinden sich in der Nähe der Ortschaft Subotiw wichtige Fundorte der Belogrudovka-/ Černoles-Kultur. Diese stellen für Archäologen eine Schlüsselstelle für die Spätbronzezeit und deren Wandel zur frühen Eisenzeit dar.
Größere Ortschaften am Fluss Tjasmyn sind Kamjanka, Smila und Tschyhyryn. An der Mündung in den Dnepr befand sich bis zur Errichtung des Stausees die Stadt Nowoheorhijiwsk.